# Nicolas Roger
Pour les articles homonymes, voir Roger.
Nicolas Roger, mort le 3 avril 1347 est prélat français, archevêque de Rouen.

## Biographie

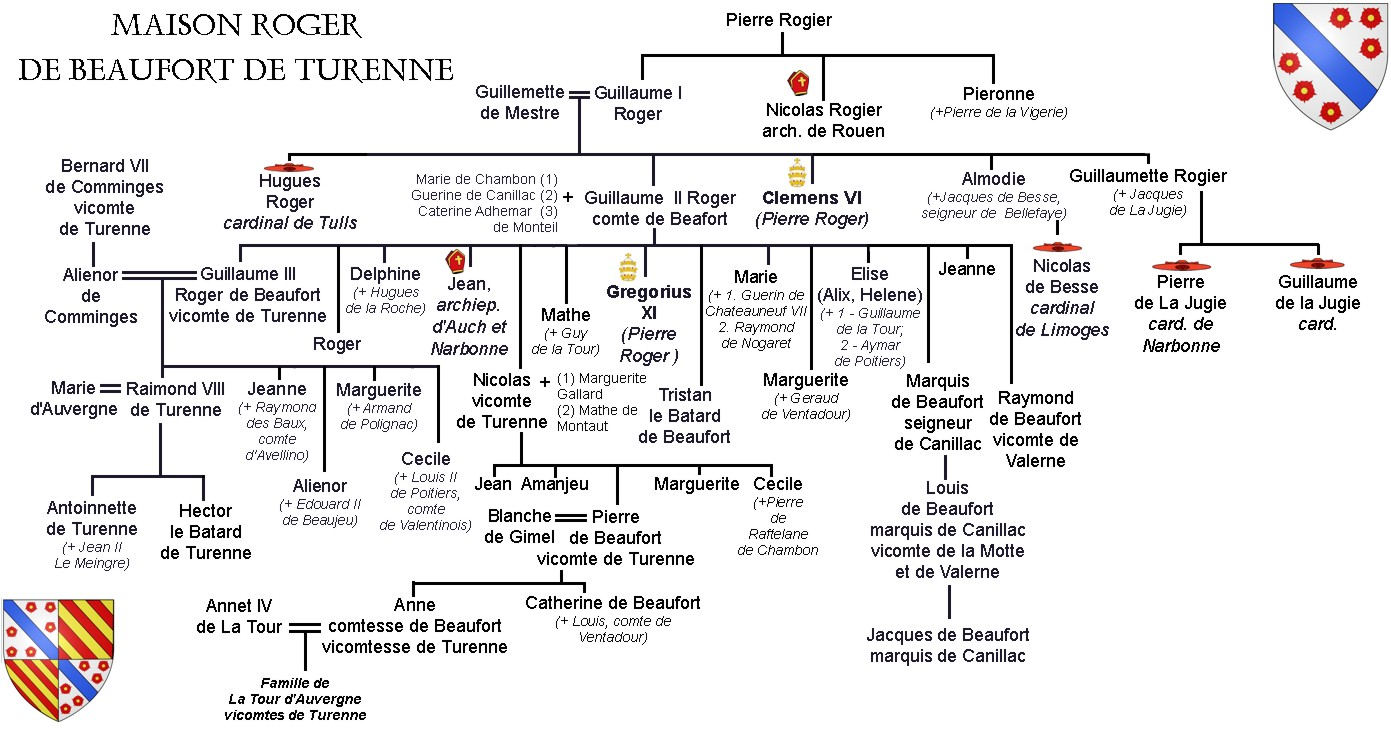
Famille Roger

Nicolas est le fils de Pierre Rog(i)er, châtelain de Rosiers en Limousin. Il a un frère, Guillaume Ier Roger, qui est le père du futur pape Clément VI et de Guillaume II Rog(i)er de Beaufort.
Bénédictin, prieur de Saint-Pantaléon, il devient en novembre 1332 prieur de Jeligniaci. Abbé de Lagrasse en 1333, prévôt d'Auvers à Chartres en 1335, chanoine de Paris et Reims, il est nommé par son neveu le pape Clément VI à l'archevêché de Rouen le 31 janvier 1343. Âgé d'environ 80 ans, il ne viendra pas à Rouen et restera à la cour d'Avignon auprès de son neveu. Sous sa prélature sont fondés le couvent des Filles-Dieu à Rouen et un monastère franciscain aux Andelys.
Il meurt le 3 avril 1347 à Avignon et est enterré à l'abbaye de La Chaise-Dieu. Dans son testament, il lègue au chapitre 2 600 florins, et crée deux chapelains dans la chapelle de la Vierge.

## Héraldique
|  | Ses armes se lisent D’argent à la bande d’azur accompagné de six roses de gueules, trois en chef en orle, trois en pointe de bande |